# Яго
„Яго“ (на испански: Yago) е мексиканска теленовела от 2016 г., продуцирана от Кармен Армендарис за Телевиса. Адаптацията, създадена от Лариса Андраде, базирана на френския роман Граф Монте Кристо от Александър Дюма и на турския сериал Езел.
В главните роли са Иван Санчес и Габриела де ла Гарса, а в отрицателните роли – Флавио Медина и Мануел Охеда.

## Сюжет
Омар Гереро е добронамерен млад мъж, който е член на средната класа. Той прекарва дните си в квартала заедно с неразделните си приятели, Абел и Лусио. Съдбата му се променя, когато се запознава със Сара, красиво момиче, в което се влюбва.
Сара живее с баща си и Дамян и болната си сестра Амбър. На пръв поглед, изглаждат хармонично семейство, истината е, че Дамян е безскрупулен човек, който винаги е използвал Сара, за да обира хората.
Дамян иска да ограби казино, но Сара не е в състояние да направи това, затова Дамян наема Абел и Лусио. Лусио крои дяволски план, в който е въвлечен Омар. Сара осъзнава, че любовта, която изпитва към Омар, е по-голяма и решава да прекрати операцията, но Дамян я шантажира със заболяването на сестра ѝ.
След като планът се прилага на практика, Омар е обвинен в грабеж и убийство. Сара свидетелства в процеса срещу него, и той е осъден на 50 години затвор.
Единадесет години по-късно, всички си мислят, че Омар е умрял по време на пожар, който избухва в затвора. Но със своя съюзник, мафиотът Фидел Ямполски, успяват да избягат. Омар получава ново лице и нова самоличност. Омар вече е Яго и се завръща, за да си уреди сметките от миналото – той е готов да се срещне с тези, които са го предали. Въпреки това, отново се озовава срещу Сара, като разбира, че тя не се спирала да го обича. Сега Яго е на кръстопът – трябва да избере или любовта, или отмъщението.

## Актьори
Част от актьорския състав:
- Иван Санчес – Яго Вила / Омар Гереро
- Габриела де ла Гарса – Сара Мадригал
- Франсиско Писаня – Омар Гереро
- Флавио Медина – Лусио Саркис
- Пабло Валентин – Абел Крусес
- Химена Ромо – Амбар Мадригал
- Патрисио Кастийо – Фидел Ямполски
- Роса Мария Бианчи – Мелина
- Хуан Карлос Коломбо- Хонас Гереро
- Софи Александер – Катя
- Фернанда Ароскета – Алехандра
- Мануел Охеда – Дамян Мадригал
- Адриан Алонсо – Бруно Гереро
- Хади Фрасер – Хулия
- Рикардо Легисамо – Тео
- Марио Сарагоса – Камило
- Енок Леаньо
- Карина Гиди – Селма

## Премиера
Премиерата на Яго е на 23 август 2016 г. по Las Estrellas. Последният 65. епизод е излъчен на 21 ноември 2016 г.

## Версии
- Монтекристо, аржентинска теленовела от 2006 г., продуцирана от Телефе Контенидос, с участието на Пабло Ечари, Паола Крум и Хоакин Фуриел.
- Монтекристо, чилийска теленовела от 2006-2007 г., продуцирана от Мега, с участието на Гонсало Валенсуела, Алин Купенхайм, Ингрид Исенс и Томас Видиея.
- Монтекристо, мексиканска теленовела от 2006-2007 г., продуцирана от Рита Фусаро за ТВ Ацтека в сътрудничество с Телефе Интернасионал, с участието на Силвия Наваро и Диего Оливера.
- Монтекристо, колумбийска теленовела от 2007-2008 г., продуцирана от Хуан Карлос Виямисар за Каракол, с участието на Хуан Карлос Варгас, Паола Рей и Раул Гутиерес.
- Монтекристо, мексикански уеб сериал от 2023 г., продуциран за ТелевисаУнивисион, с участието на Уилям Леви и Есмералда Пиментел.